# Maximilian Schlichter
Maximilian Schlichter (ur. 3 lipca 1988 w Emersacker) – niemiecki wokalista i założyciel grupy rockowej Killerpilze.